# Scheunenwindmühle Saalow

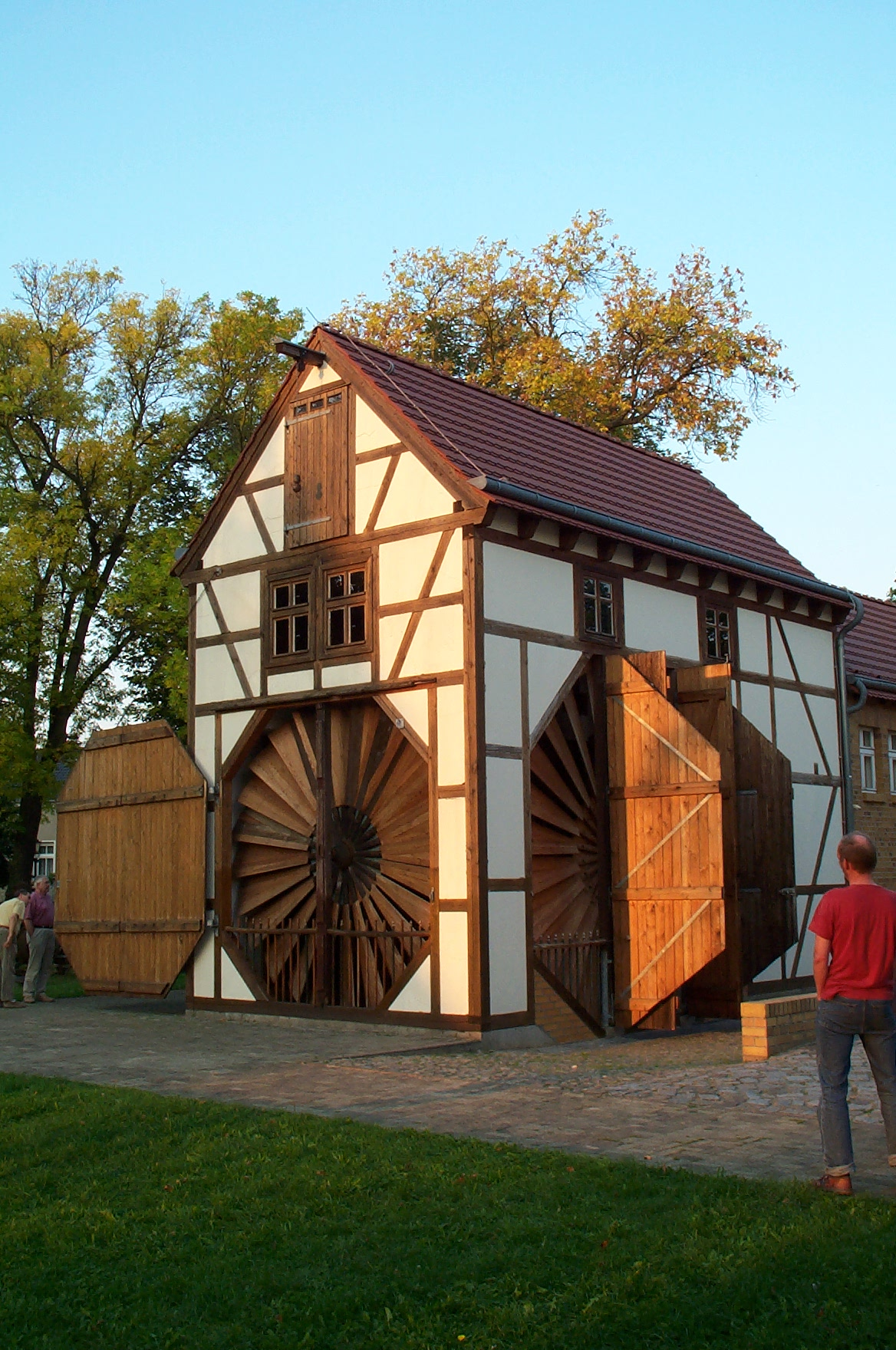
Außenansicht der Scheunenwindmühle

Die Scheunenwindmühle in Saalow (auch Scheunenmühle) ist eine Windmühle, bei der der Antriebswind direkt durch das Mühlengebäude hindurchströmt und nicht, wie allgemein üblich, um die Mühle herumgeleitet wird. Das daher mitunter als „hölzerne Windturbine“ klassifizierte Gebäude aus dem 19. Jahrhundert wurde ursprünglich im heutigen Dresdner Ortsteil Podemus errichtet. Es ist in seiner Art weltweit einmalig.

## Standort
Das Gebäude mit der Adresse Dorfaue Saalow 19 befindet sich in Saalow, einem Ortsteil der Gemeinde Am Mellensee im Landkreis Teltow-Fläming in Südbrandenburg. Es steht neben dem dortigen Bürgerhaus in der Dorfmitte.

## Aufbau und Funktionsweise

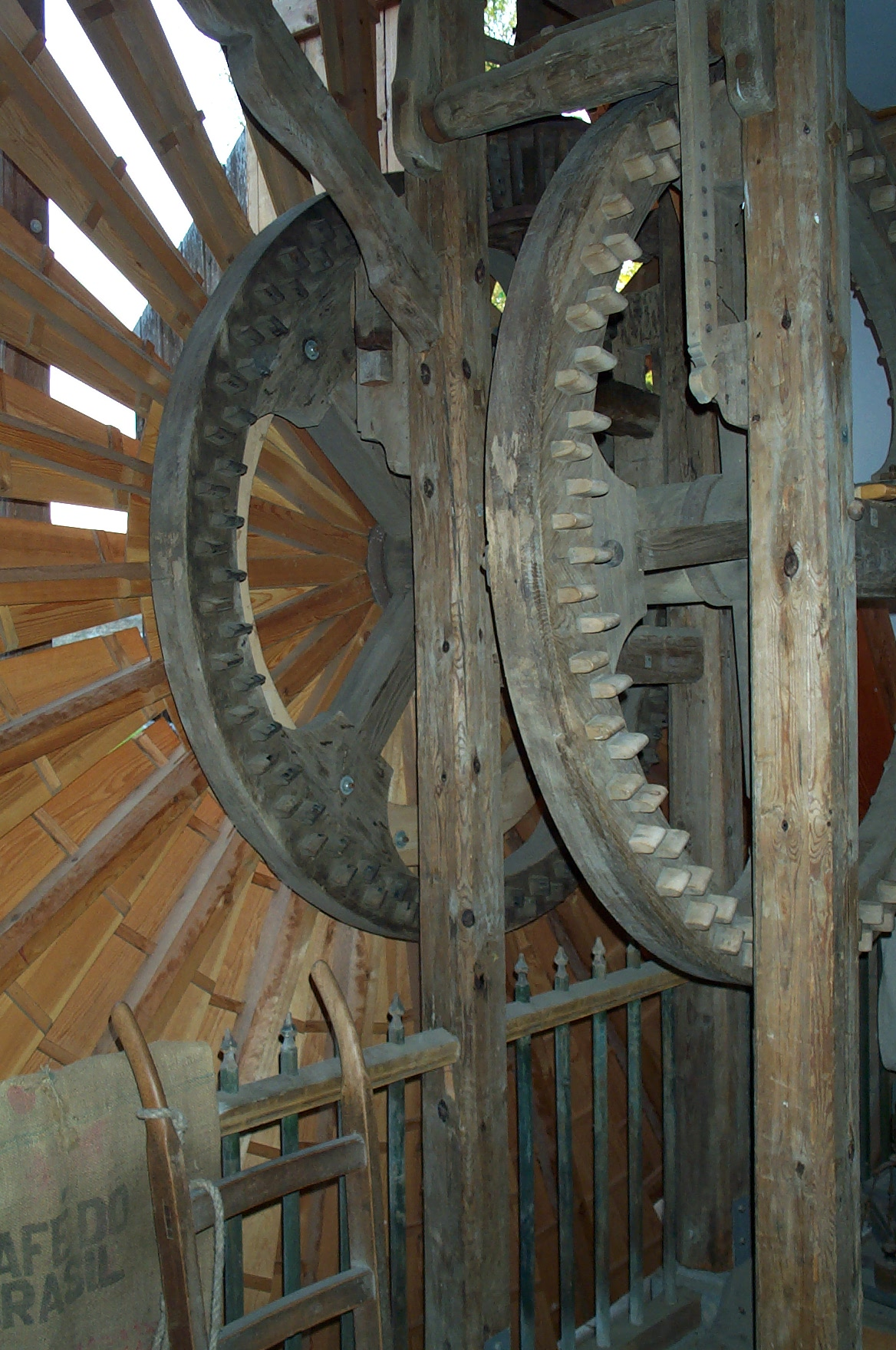
Innenansicht der Scheunenwindmühle

Die Scheunenwindmühle ist ein viereckiger, zweigeschossiger Fachwerkbau, der in verschlossenem Zustand zunächst einer einfachen Scheune ähnelt. An zwei Seiten des Gebäudes befinden sich zwei achteckige hölzerne Scheunentore mit direkt dahinter liegenden Windrädern aus Fichtenholz. Das größere Windrad an der Westseite hat einen Durchmesser von 4,70 Meter. Es besitzt zwei Kammräder, von denen das vordere den Schrotgang antrieb und das hintere als Bremse diente. Für den Sackaufzug nutzte man als Antrieb das kleinere Windrad an der Südseite, das einen Durchmesser von 3,85 Meter aufweist. Das komplett erhaltene Mahlwerk dieser Getreidemühle befindet sich im Obergeschoss. Bei den zum Bau verwendeten Holzarten herrschen Rotbuche und Stieleiche vor. Das Mühleninnere enthält einige volkskünstlerische Verzierungen.
Um die Mühle in Gang zu bringen, öffnet man die beiden Scheunentore. Die insgesamt vier Flügel des größeren Tores dienen als Leitflächen für die einströmende Luft und zur Drosselung des Luftzugs. Der Wind treibt die in die Gebäudemauern eingelassenen Windräder an, strömt durch den Innenraum des Untergeschosses hindurch und verlässt das Gebäude auf der gegenüberliegenden Seite durch zwei Öffnungen. Werden die beiden Tore wieder verschlossen, endet die Rotation der von ihnen vollständig verdeckten Windräder.
Im ersten Obergeschoss befindet sich das eigentliche Mahlwerk sowie Teile eines nicht fertiggestellten Plansichters. Das Getreide wurde vom darüberliegenden Stockwerk in das Mahlwerk eingefüllt. Dort befindet sich auch die Bedieneinrichtung für den windbetriebenen Kran zur Beförderung der Getreidesäcke. Hier wird eine hölzerne Welle durch einen Seilzug nach oben gedrückt, wodurch ein Riemen gespannt wird und auf einem auf dieser Welle befestigten Rad greift, was die Kraftübertragung vom antreibenden Windrad zum Kran ermöglicht.

## Heutige Nutzung

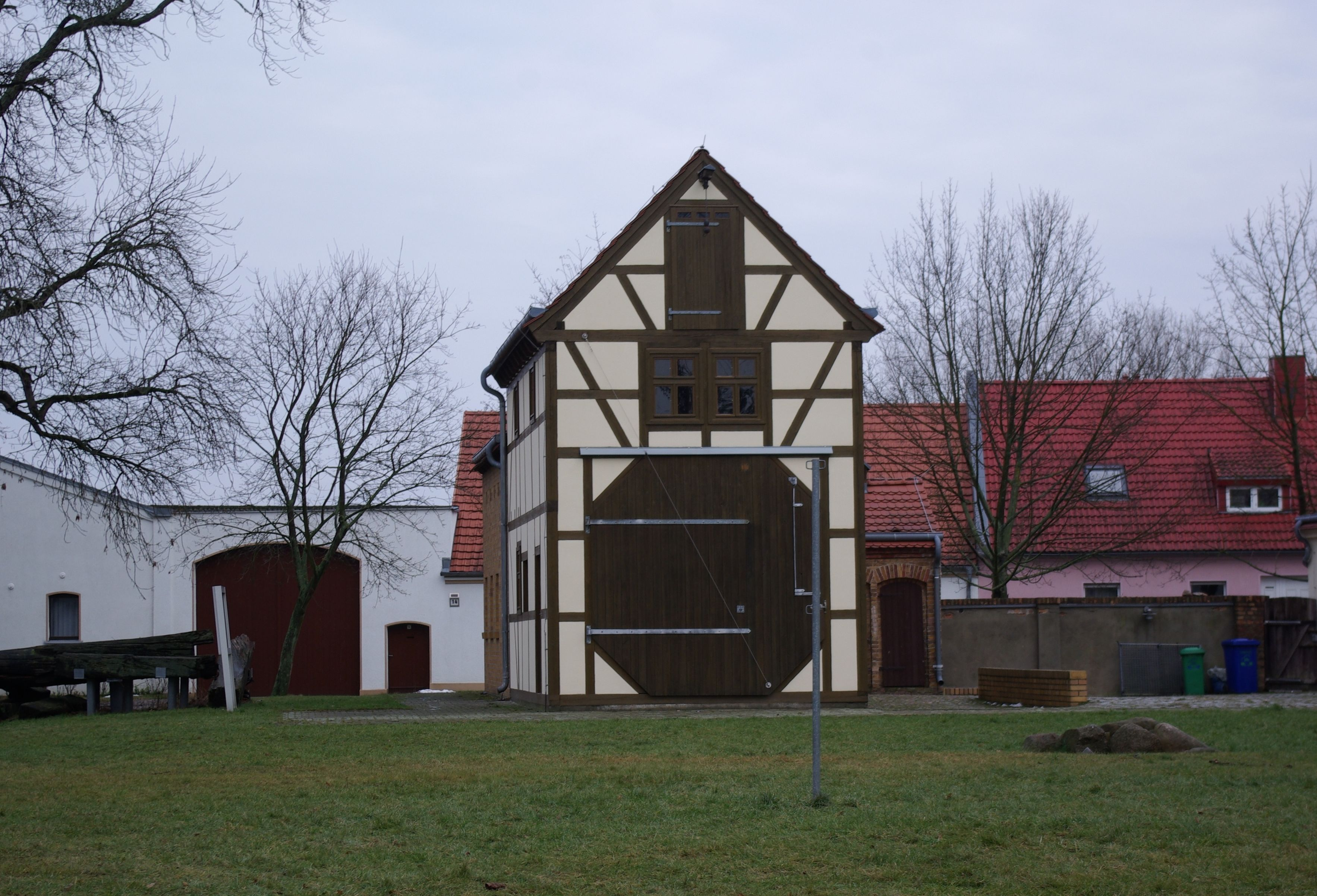
Außenansicht mit geschlossenem Tor

Gepflegt und verwaltet wird die Scheunenwindmühle durch den Verein „Scheunenwindmühle Saalow e. V.“. Er betreibt in dem Gebäude im Auftrag der Gemeinde ein kleines Museum und bietet Besichtigungen und Führungen über technische und kulturgeschichtliche Aspekte an. Hierbei dient die Mühle als leerlauffähige Schauanlage.
Alljährlich am Pfingstmontag anlässlich des Deutschen Mühlentages öffnet die Scheunenwindmühle, zusätzlich zu den Öffnungszeiten an Sonntagen. Außerdem wird die Scheunenwindmühle auf Anfrage gezeigt.
In Saalow wurde außerdem der Saalower Mühlenweg eingerichtet. Start- und Zielpunkt dieses mit einem grünen Punkt und einer weißen Vier markierten Lehrpfads liegen am Erlebnisbahnhof Mellensee-Saalow. Der Mühlenweg führt auch an der vollständig erhaltenen Saalower Paltrockwindmühle vorbei. Durch das Vorhandensein dieser beiden Mühlen gilt Saalow als regelrechtes Mühlendorf.

## Geschichte

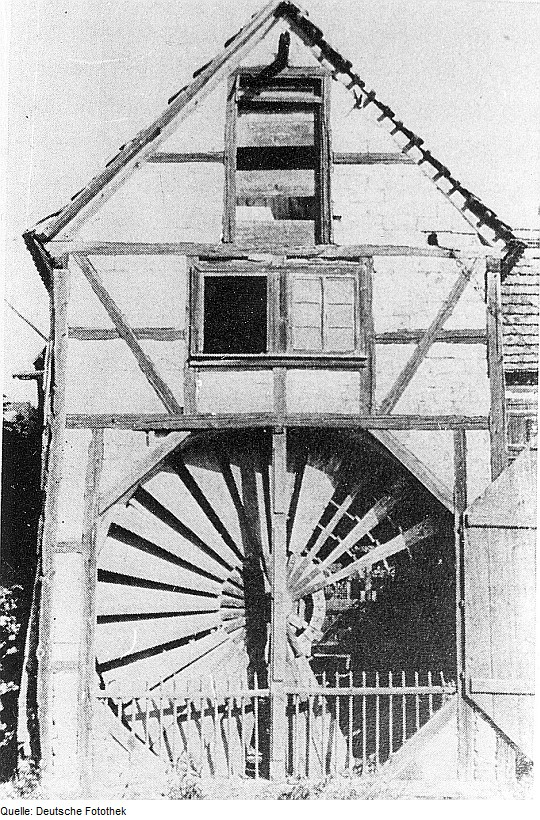
Scheunenwindmühle nach Stilllegung am ursprünglichen Standort in Podemus, etwa 1970

Die Scheunenwindmühle ist ursprünglich eine sächsische Erfindung. Im Jahre 1864 wurde sie von Johann Traugott Leberecht Schubert im heutigen Dresdner Ortsteil Podemus errichtet. Schubert war Zimmermann und Bauer, lebte zwischen 1820 und 1889 und war Tüftler mit künstlerischen Ambitionen. Er besaß einen kleinen Dreiseithof im Bauerndorf Podemus und wollte, wie damals allseits üblich, das Futterschrot für das eigene Vieh in einer eigenen „Schrotemühle“ schroten. Im Gegensatz zu seinen Nachbarn, die einen einfachen Schrotgang erwarben, baute er seine Schrotmühle nach dem Windkanalprinzip in eine kleine Scheune hinein. Diese Bauform ermöglichte den Bau und die Instandhaltung der Mühle ohne viel technischen Aufwand und Personal. Mehl hat Schubert allerdings damit nicht produziert. Die dafür erforderlichen Vorrichtungen, die aus seiner Mühle erhalten blieben, waren zwar bereits weit gediehen, wurden jedoch nie vollendet. Die originalen Flügel, besser als Turbinenschaufeln zu bezeichnen, hatte er in zwei verschiedenen Farben gestrichen. Wenn die Windturbine sich bei gutem „Schrotewind“ schnell drehte, entstand durch die zwei wechselnden Farben ein langsam sich mitdrehender Stroboskopeffekt.
Durch die besondere Bauform und weil er die Mühle nur für seinen Eigenbedarf verwendete, musste Schubert keinen Mühlenzins zahlen. Er war auch als Zimmermann und Bauer nicht Teil der Müller-Innung.
Die Mühle stand auf einem fast ebenerdigen Feldstein-Fundament insgesamt 110 Jahre lang in dem kleinen Ort im Meißner Hochland. Im Jahre 1914 erhielt sie einen elektrischen Antrieb und blieb bis 1957 in Betrieb. Danach war wegen der Einbauten die Scheune anders kaum nutzbar, es sei denn als Lagerraum. Der Besitzer wollte deshalb die Scheunenmühle abreißen, um an gleicher Stelle eine Garage zu errichten. Als er die dafür erforderlichen Genehmigungen einholte, erhielt die Denkmalpflege Kenntnis von der einmaligen Anlage. So konnte sie rechtzeitig gründlich aufgemessen und fotografiert werden. Mitarbeiter des Instituts für Denkmalpflege Dresden schufen damit die Grundlage für einen späteren Wiederaufbau. Das Museum für Volkskunst Dresden und Mitglieder der Kulturbundgruppe Oberwartha bauten anschließend die Einzelteile aus und bargen und katalogisierten sie, um sie der Nachwelt für eine museale Wiederverwendung zu erhalten. Die Scheunenwindmühle galt in der DDR als „einzigartiges Denkmal der Produktionsgeschichte, von einem Bauern geschaffen und volkskünstlerisch verziert“.
Gemäß einer Vereinbarung zwischen Denkmalpflegern und Grundstücksbesitzer blieb die Mehrzahl der Mühlenbestandteile auf dem gleichen Grundstück eingelagert. Einige Teile siedelten um in das Schloss Moritzburg.
Der Mietvertrag mit dem Grundstücksbesitzer lief 1980 aus. So bemühte sich das Volkskunstmuseum per Rundschreiben um Interessenten für eine Wiedererrichtung. Dem damaligen Besitzer der Saalower Paltrockmühle, Bernd Maywald, gelang es, das Objekt 1980 aus dem Besitz des Bezirks Dresden in den Besitz des Kreises Zossen zu überführen und es nach Saalow zu holen. Er war ohnehin mühlendenkmalpflegerisch tätig, sowohl in Bezug auf seine eigene Mühle als auch beim Kulturbund. Im Jahr 1986 begannen unter seiner Leitung die Bemühungen, die Anlage in eine bereits vorhandene Saalower Scheune einzubauen. Der Bau war bereits weit fortgeschritten, als verschiedene Gründe zum Abbruch dieses Projekts führten. Dieser Umstand erwies sich später jedoch als günstig, denn die Folge war der komplette Wiederaufbau an einem besseren Standort: gut einsehbar in der Ortsmitte, auf den Fundamenten einer ehemaligen Scheune. In einjähriger Bauzeit wurde die Mühle von 1992 bis 1993 in Saalow, mehr als 100 Kilometer nördlich ihres ursprünglichen Standorts, wieder aufgebaut (Translozierung). Dies geschah nach entsprechenden kommunalen Beschlüssen unter der Leitung einer Architektin und von Bernd Maywald als Fachberater. Dem gewählten Standort neben dem Bürgerhaus angepasst, wurde die neue Mühlenscheune nicht zuletzt zwecks besserer Präsentation teilweise seitenverkehrt errichtet. Beim Wiederaufbau richtete man sich jedoch nach den alten Zeichnungen und Fotografien, baute die noch erhaltene Technik wieder ein und ging besonders beim Innenausbau möglichst detailgetreu vor.
Die spätere Obhut und Pflege übernahm der Verein „Scheunenwindmühle Saalow e. V.“. Seit 1995 ist die Scheunenwindmühle für Touristen zugänglich und ist ein besonderer und auffälliger Bestandteil der Saalower Dorfbebauung.